# 伯克利島
伯克利島（英語：Berkley Island）是南極洲的島嶼，位於威爾克斯地，屬於斯溫群島的一部分，長1公里，根據美國海軍拍攝空中照片繪入地圖，現時由南極條約體系管理。